# Volksdeutsche Bewegung
Die Volksdeutsche Bewegung (VdB) war eine Vereinigung, die von der Zugehörigkeit der Luxemburger zur „germanischen Rasse“ (Volksdeutsche) überzeugt war und während der Besetzung Luxemburgs im Zweiten Weltkrieg mit dem Motto „Heim ins Reich“ den Anschluss an den NS-Staat zu erreichen versuchte.

## Gründung
Der Vorgänger der VdB, die „Luxemburger Gesellschaft für Deutsche Literatur und Kunst“ (GEDELIT), wurde ab 1935 von Damian Kratzenberg geleitet. Kratzenberg, ein luxemburgischer Nationalsozialist, setzte sich für die Eingliederung des Großherzogtums in das Deutsche Reich ein und führte dafür das „Deutschtum“ der Luxemburger als historische und sprachliche Begründung an. Die „GEDELIT“ machte unter anderem auch Propaganda an Schulen und versammelte nationalsozialistisch aufgebaute Schülergruppen in einem GEDELIT-Lokal. Nachdem die Wehrmacht am 10. Mai 1940 auf Befehl Hitlers das neutrale Großherzogtum besetzt hatte, wurde 7 Tage später in Luxemburg (Stadt) die „Volksdeutsche Bewegung (VdB)“ gegründet. In seiner Funktion als Vorsitzender der VdB war Kratzenberg nunmehr dem Chef der Zivilverwaltung (CdZ), dem Gauleiter Gustav Simon, unterstellt.

## Mitgliedschaft

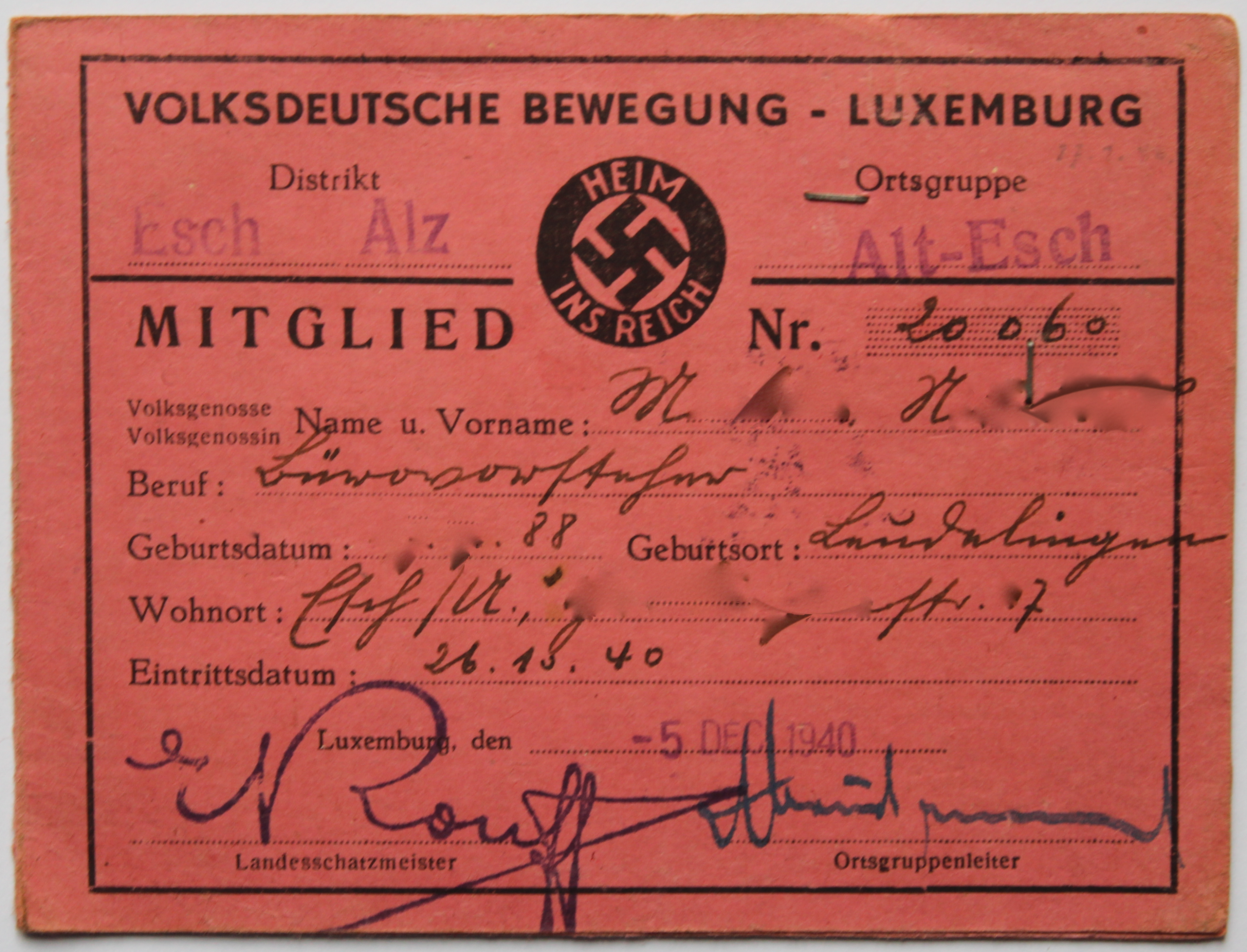
Mitgliedsausweis, ausgestellt am 5. Dezember 1940

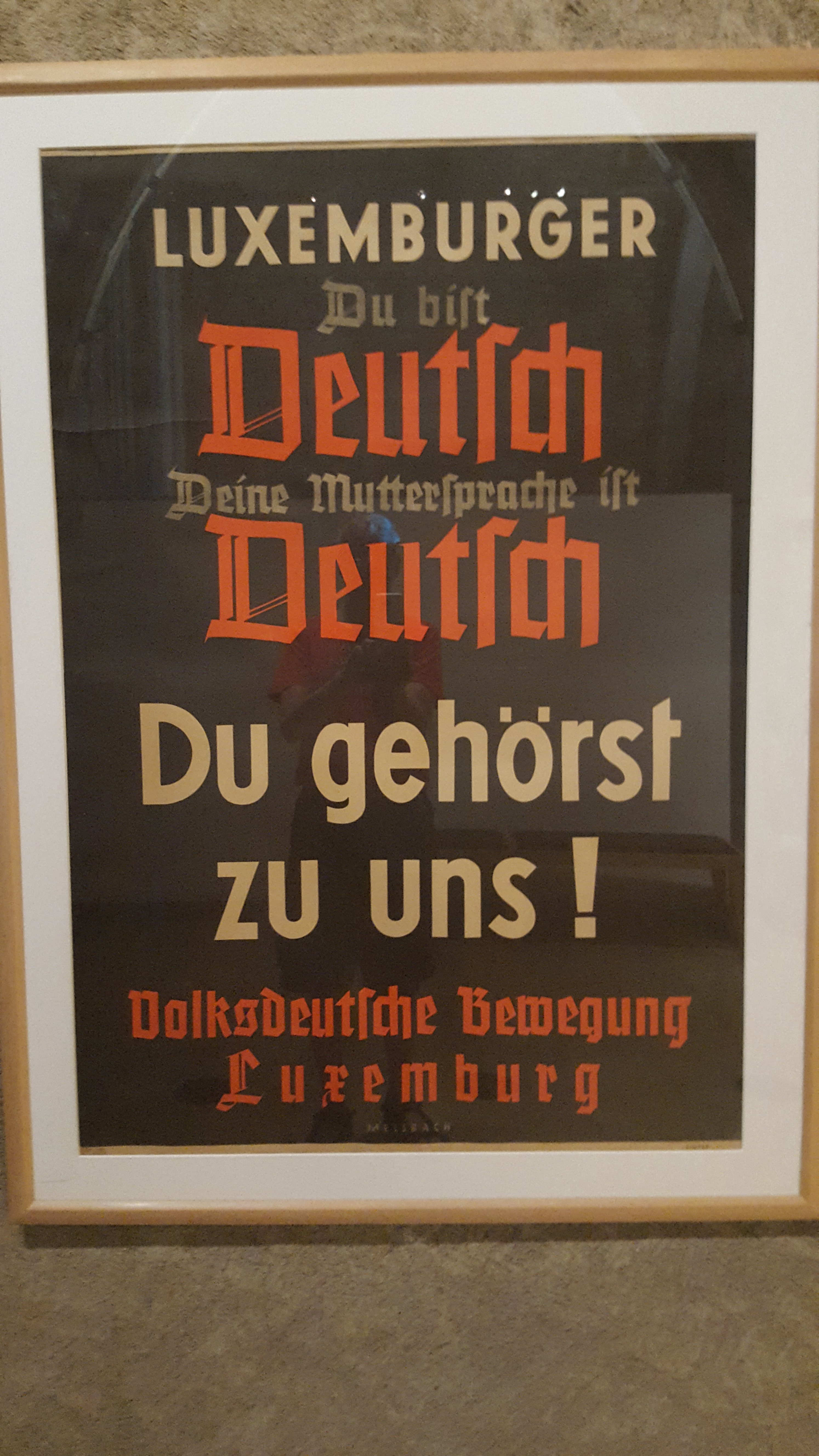
Propagandaplakat

Um die widersetzlichen Luxemburger zu bekehren, wurde mit viel Aufwand versucht, sie zum Eintritt in die VdB zu bewegen. An den Schulen wurde zudem mit einer Propagandakampagne für die Luxemburger Volksjungen (LVJ) geworben. Beide Kampagnen schlugen fehl. Am 6. Juli 1940 machte die VdB einen erfolglosen Aufruf:
„Luxemburger, höre die Stimme des Blutes! Sie sagt dir, dass du nach Rasse und Sprache ein Deutscher bist. Luxemburgertum in allen Ehren! Denn wahres Luxemburgertum ist reines Deutschtum.“
Anschließend verpflichtete der CdZ die Beamten und Lehrer schriftlich, alle Anordnungen der deutschen Zivilverwaltung „gewissenhaft durchzuführen“. Wer sich weigerte, sollte sogleich entlassen werden und musste mit Berufsverbot rechnen. Zur gleichen Zeit mussten Beamte an Schulungslehrgängen im Deutschen Reich teilnehmen, um Kenntnisse in deutscher Gesetzgebung und Verwaltungspraxis zu erlangen. Die Beamten lehnten die reichsdeutschen Verordnungen und Einrichtungen bewusst ab und machten aus ihrer feindlichen Einstellung kein Hehl.
Am Morgen des 1. Septembers beschlossen schließlich einige Postbeamte, die VdB-Mitgliedsausweise einzusammeln und zurückzuschicken. Ein junger Postunterinspektor verlas vor dem versammelten Personal den Text, in dem Hitler einst versichert hatte, die Neutralität Luxemburgs in jedem Fall zu respektieren. Nachdem sich die Angestellten ihren reichsdeutschen Vorgesetzten widersetzten, die ihnen befahlen, an ihre Arbeitsplätze zurückzukehren, riefen diese die Gestapo. Nach einigen Verhören wurden der Postunterinspektor und ein anderer Postbeamter verhaftet und ins KZ Hinzert gebracht, wo beide erschossen wurden.
Durch eine List versuchten nun der CdZ Simon und der Landesleiter der VdB, die Luxemburger zur Mitgliedschaft zu bewegen. Am 24. Oktober 1940 verkündeten sie, dass die VdB keine neuen Mitglieder mehr aufnehmen werde. Ausnahmen könnten nur auf „persönlichen Antrag des Ortsgruppenleiters der Volksdeutschen Bewegung vom Landesleiter gestattet werden“. Und drohend hieß es weiter: „Die Volksdeutsche Bewegung ist die Trägerin des deutschen Gedankens. Wer sich nicht zu ihr stellt, der stellt sich außerhalb der Gemeinschaft, denn die Gemeinschaft der Luxemburger ist deutsch.“ Er verkündete, dass jeder, der nicht Mitglied in der VdB sei, damit rechnen müsse, entlassen zu werden und als „Sie bieten keine Gewähr“ eingestuft zu werden. Diese Kategorie von Luxemburgern wurde im Deutschen Reich zwangsverpflichtet. Zur Zwangsarbeit verurteilt, mussten viele Luxemburger an der Eifeler Autobahn mitarbeiten oder wurden zu anderen körperlich anstrengenden Arbeiten gezwungen.
Anfang Oktober 1940 hatte die VdB rund 5.000 Mitglieder, darunter viele überzeugte Nationalsozialisten. Ende Oktober stieg die Mitgliederzahl auf 40.000 und im Dezember 1940 bis auf 50.000 an. Bis Mitte 1941 waren rund 70.000 Luxemburger in der VdB eingeschrieben. Der Zivilverwalter kündigte an, dass jeder Beamte, der sich seinen Pflichten widersetze oder anders negativ auffalle, auf der Stelle zu entlassen sei.

## Ab 1941

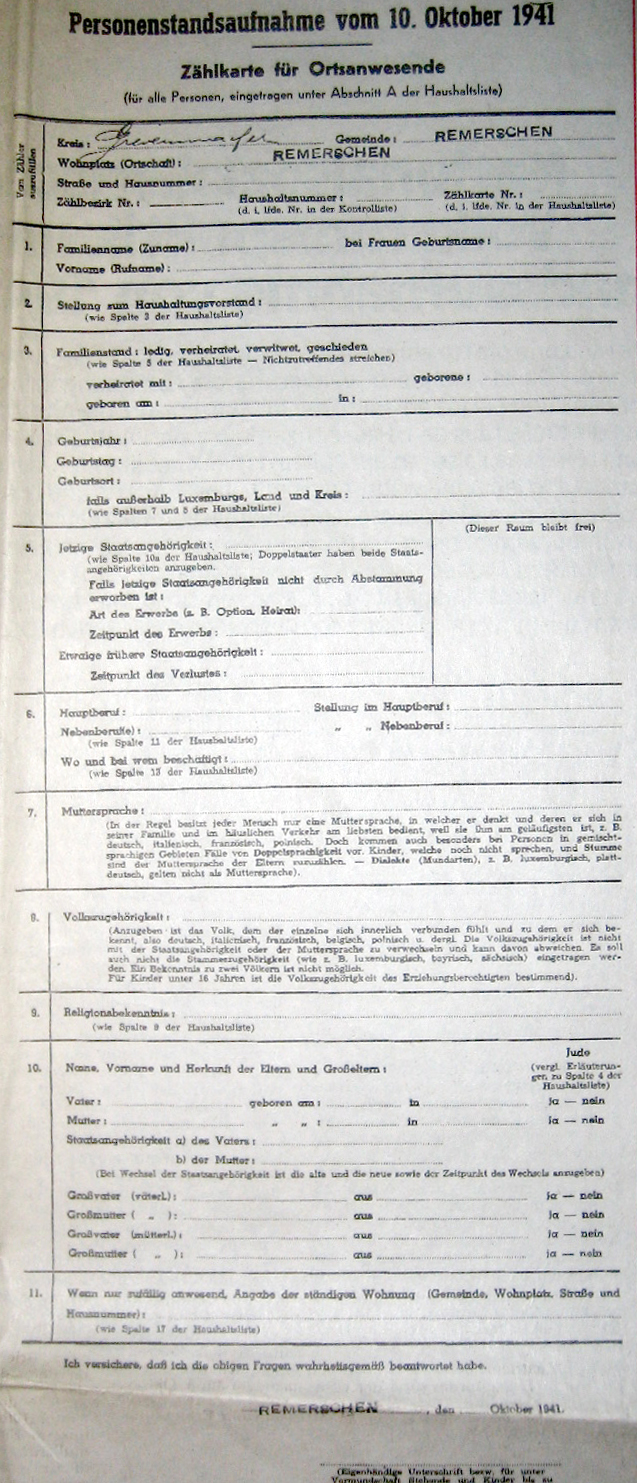
Fragebogen der Personenstandsaufnahme vom 10. Oktober 1941

In einem letzten Versuch ließ der Zivilverwalter auf den 10. Oktober 1941 eine als Volkszählung getarnte Personenstandsaufnahme ausarbeiten, in dem die Luxemburger ihre deutsche Volkszugehörigkeit bekennen und damit einen „freiwilligen“ Anschluss an das Reich quasi absegnen sollten.
Dabei sollten dem Volk drei Fragen zu „Staatsangehörigkeit“, „Muttersprache“ und „Volkszugehörigkeit“ gestellt werden, wobei in den suggestiv formulierten Erläuterungen Luxemburgisch als deutscher Dialekt bezeichnet wurde, woraus sich ergeben sollte, dass die einzig logische Antwort jeweils „Deutsch“ sei. Doch die List schlug fehl. Die luxemburgische Résistance erfuhr von dem Plan und ließ verbreiten, alle Luxemburger sollten mit dräimol Lëtzebuergesch („dreimal Luxemburgisch“) antworten. Ein Testlauf der Zivilverwaltung scheiterte daraufhin fatal, weshalb die Befragung abgesagt wurde.
So erkannten die Besatzer, dass sie den Widerstand in der Bevölkerung nicht überwinden konnten. Die Politik der Besatzer gegenüber den Luxemburgern änderte sich und wurde viel brutaler. Die Volksdeutsche Bewegung verlor ihre Bedeutung und spielte bis zum Ende des Krieges kaum mehr eine Rolle.
Am 20. Juli 1944 erschoss ein Luxemburger den Ortsgruppenleiter der Volksdeutschen Bewegung in Junglinster. Zur Vergeltung ordnete Heinrich Himmler die Hinrichtung von zehn unbeteiligten Luxemburgern in deutschem Gewahrsam an. Drei von ihnen wurden auf dem Uhlrather Hof erschossen, die restlichen sieben in Lingen.
Der Landesleiter der VdB, Damian Kratzenberg, konnte wenige Tage vor der Befreiung durch die Alliierten am 1. September nach Weißenberg flüchten. Ein Brief an seine Tochter nach Kriegsende verriet ihn aber, und Kratzenberg wurde nach Luxemburg gebracht, wo ihm der Prozess gemacht wurde. Der Prozess dauerte vier Tage. Am 1. August wurde Damian Kratzenberg zum Tode verurteilt und am 11. Oktober 1946 auf dem Schießstand der Kaserne auf dem Heilig-Geist-Plateau in Luxemburg (Stadt) erschossen.